# Шварцах (Оденвальд)
Шварцах (нем. Schwarzach) — община в Германии, в земле Баден-Вюртемберг.
Подчиняется административному округу Карлсруэ. Входит в состав района Неккар-Оденвальд. Население составляет 3198 человек (на 31 декабря 2010 года). Занимает площадь 8,37 км².
Коммуна подразделяется на 2 сельских округа.